# Nico Weiler
Matthias Orban (ur. 5 kwietnia 1990) – niemiecki lekkoatleta specjalizujący się w skoku o tyczce.
W 2007 został mistrzem świata juniorów młodszych (U18), a dwa lata później był pierwszy na mistrzostwach Europy juniorów (U20).
Reprezentant Niemiec w meczach międzypaństwowych.
Rekordy życiowe: stadion – 5,50 (8 czerwca 2012, Des Moines); hala – 5,38 (23 lutego 2013, Boston). 

## Osiągnięcia
| Rok  | Impreza                               | Miejsce  | Lokata     | Wynik |
| ---- | ------------------------------------- | -------- | ---------- | ----- |
| 2007 | Mistrzostwa świata juniorów młodszych | Ostrawa  | 1. miejsce | 5,26  |
| 2009 | Mistrzostwa Europy juniorów           | Nowy Sad | 1. miejsce | 5,25  |